# Werner Fröhlich
Werner Fröhlich (* 20. April 1953 in Worms) ist ein deutscher Ökonom, Sozial- und Personalwissenschaftler.

## Leben
Fröhlich studierte von 1972 bis 1977 Elektrotechnik an der Technischen Hochschule Darmstadt. Von 1977 bis 1980 studierte er Wirtschaftsingenieurwesen an der Technischen Universität München und war Mitarbeiter im Bereich Mitarbeiterführung und Führungstraining  bei August Sahm. 1984 wurde er an der Universität Konstanz mit einer sozialwissenschaftlichen Arbeit zum Dr. rer. oec. promoviert.
Von 1979 bis 1986 war er in verschiedenen Leitenden Funktionen im Personalmanagement der BMW AG und Audi AG tätig, unter anderem als Leiter Personalreferat Produktion bei BMW und Leiter Personalbeschaffung, -einsatz und -entwicklung bei Audi. 1987 wechselte er als geschäftsführender Gesellschafter in eine Unternehmensberatung für Strategisches Human Resources Management. Mittels eines Forschungsstipendiats des Schweizer Nationalfonds an der Universität St. Gallen konnte er das Projekt „Wirtschaftlichkeitskriterien für das Personalmanagement mit Schwerpunkt Personalentwicklung“ realisieren.
Von 1993 bis 1994 war er Professor für Personal und Organisation an der Fachhochschule Stralsund. 1994 erhielt er einen Ruf auf die Professur für Allgemeine Betriebswirtschaftslehre, insbesondere Personal und Organisation am Internationalen Institut für Management der Universität Flensburg. Von 1996 bis 1998 war er geschäftsführender Direktor des Institutes und Gründer der deutsch-spanischen Studiengänge an der Universität Flensburg.
Von 1999 bis 2006 war Werner Fröhlich Universitätspräsident der Donau-Universität Krems. Seit 2006 ist er Professor für Allgemeine Betriebswirtschaftslehre, insbesondere Weiterbildungs- und Hochschulmanagement, an der Universität Flensburg. Er war zudem Gründungspräsident der zum 1. Januar 2008 in Betrieb genommenen „flensburg.school“ auf dem Flensburger Campus, einer Innovationsplattform für angewandte Forschung und advanced research studies mit berufsbegleitendem Studienangebot, die später als „Titelschmiede“ verrufen war.
Werner Fröhlich hatte von 2000 bis 2004 Aufsichtsmandate bei dem Personalmanagementdienstleister P&I Informatik AG, Wiesbaden und von 2002 bis 2004 bei der Wachauer Messe AG, Krems. Von 1995 bis 2006 war er Mitglied der FIBAA Akkreditierungskommission. Er ist langjähriger Gastdozent am Europäischen Institut für postgraduale Bildung an der TU Dresden (EIPOS). Zudem ist er seit 2004 allgemein beeideter und gerichtlich zertifizierter Sachverständiger für Verwaltungs-, Hochschul- und Wissenschaftsmanagement in Österreich.     
Er ist verheiratet und hat drei Kinder.

## Schriften
- Werner Fröhlich: Kleine Personalpraxis: Personalführung. Heyne, München 1990, ISBN 3-453-03721-9.
- Werner Fröhlich, Walter Maier: Personalmanagement in der Praxis. Konzepte für die 90er Jahre. Gabler, Wiesbaden 1991, ISBN 3-409-13852-8.
- Werner Fröhlich: Value Development. Die Zukunft der Personalarbeit. Datakontext, Frechen 1998, ISBN 3-89577-068-X.
- Werner Fröhlich: Effiziente Personalarbeit. Luchterhand, Neuwied 1999, ISBN 3-472-03419-X.
- Werner Fröhlich, Walter Maier: Personalmanagement für Klein- und Mittelbetriebe. Praxiswissen in Schaubildern und Checklisten. Sauer, Heidelberg 2001, ISBN 3-7938-7069-3.
- Werner Fröhlich: Führung und Personalmanagement. Erfolgsfaktoren der betrieblichen Zusammenarbeit. 2. Auflage. Hampp, München 2001, ISBN 3-87988-490-0.
- Werner Fröhlich: International Success. Arbeitsplatz Ausland und globales Projektmanagement. Datakontext, Frechen 2002, ISBN 3-89577-161-9.
- Werner Fröhlich: Personalmarketing. Strategische Ansätze und Erfolgskonzepte aus der Praxis. Datakontext, Frechen 2002, ISBN 3-89577-257-7.
- Werner Fröhlich, Wolfgang Jütte (Hrsg.): Qualitätsentwicklung in der postgradualen Weiterbildung. Internationale Entwicklungen und Perspektiven. Waxmann, Münster 2004, ISBN 3-8309-1344-3.
- Werner Fröhlich, Gerhard Gensch (Hrsg.): Nuevos Territorios. Lateinamerikanische Kunst der Gegenwart an der Donau-Universität Krems. Donau-Universität, Krems 2004, ISBN 3-9501777-6-0.
- Werner Fröhlich (Hrsg.): Hochschuldidaktik und Qualitätsentwicklung: Ein Beitrag zur Förderung innovativer Lehr-Lernkultur in der wissenschaftlichen Weiterbildung. Donau-Universität, Krems 2004, ISBN 3-9501777-4-4
- Werner Fröhlich (Hrsg.): Fachwörterbuch der Personalarbeit. Deutsch-Englisch-Spanisch / Spanisch-Deutsch-Englisch. Datakontext, Frechen 2005, ISBN 3-89577-296-8.